# Strandkruidbladroller
De strandkruidbladroller (Lobesia littoralis) is een vlinder uit de familie bladrollers (Tortricidae). De wetenschappelijke naam is voor het eerst geldig gepubliceerd in 1845 door Westwood & Humphreys.
De soort komt voor in Europa.